# London Electrical Society
La London Electrical Society è stata fondata nel 1837 per consentire agli elettricisti dilettanti di incontrare e condividere i loro interessi nell'"indagine sperimentale della scienza elettrica in tutti i suoi vari rami". Sebbene inizialmente crescesse, la società ben presto mostrò debolezze nella sua organizzazione e nei modi di lavorare. Dopo un periodo di notevoli difficoltà finanziarie chiuse nel 1845.

## Storia
La London Electrical Society fu fondata in una riunione tenuta il 16 maggio 1837 presso il "Laboratory of Science" di Edward William Clark a Lowther Arcade. L'idea per questa società era nata dalle discussioni durante un corso di lezioni sull'elettricità tenuto da William Sturgeon nella stessa sede. Fu assistito nella creazione della società dal chimico William Leithead, da John Peter Gassiot, uno scienziato dilettante con un particolare interesse per l'elettricità e da Charles Vincent Walker, un ingegnere elettrico.
L'obiettivo della London Electrical Society era quello di fornire un luogo di discussione per scienziati dilettanti e di promuovere il loro interesse nelle applicazioni pratiche dell'elettricità e rafforzare i legami informali che molti degli sperimentatori avevano già fatto.
La maggior parte dei suoi membri erano "sperimentatori dilettanti", come ha ammesso il fondatore e primo presidente Sturgeon. L'adesione era composta da residenti (che vivevano entro 20 miglia da Londra) e non residenti, con quote annuali fissate rispettivamente a due ghinee e una ghinea. I membri non residenti erano altrove in Gran Bretagna, o all'estero (es. Amsterdam e Marsiglia).
Nei primi giorni la Società si riunì nel Laboratorio di Scienze di Clarke, ma alla prima assemblea generale annuale, il 7 ottobre 1837 (con John P Gassiot, Tesoriere, alla presidenza), fu annunciato che le riunioni future si sarebbero tenute presso il vicino Adelaide Gallery on the Strand, per accogliere la crescente adesione. I proprietari della galleria misero generosamente a disposizione i propri apparecchi elettrici per l'uso dei membri della Società.
Gli incontri, inizialmente svolti il primo e il terzo sabato del mese alle ore 19:00, hanno comportato la lettura e la discussione di paper sperimentali da parte dei soci e dei loro ospiti. Circa la metà dei primi 120 articoli poneva l'accento sulla tecnologia, descrivendo tipicamente un miglioramento di una tecnica o di un apparato. Un esempio è "An Account of Experiments with a 'Constant Voltaic Battery' di Charles Vincent Walker, letto nell'ottobre 1838,  in cui descriveva i risultati dell'assemblaggio e del test di una batteria a 160 celle di elettrodi di zinco e rame immersi in soluzione satura di solfato di rame. Altri articoli erano di natura più teorica, come "On the Connection between the Atomic Arrangement and the Conducting power of Bodies" di Thomas Pollock.
Poi cominciarono ad apparire i segni che non tutto andava bene. Ci fu un intervallo di circa un anno in cui gli incontri non ebbero luogo. I membri diminuirono ed i debiti della Società iniziarono a crescere. Ciò fu aggravato dalla decisione di pubblicare molte copie extra degli Atti e distribuirle ampiamente ad altre organizzazioni nella speranza di attrarre nuovi membri. Questi fattori, le controversie interne sulla proprietà dei risultati sperimentali e la partenza di Sturgeon per Manchester, contribuirono alla caduta della Società. La storia è spiegata in modo più completo da Morus in "Currents from the Underworld".